# ایندیکار
ایندیکار که با نام ایندی‌کار ال‌ال‌سی نیز شناخته می‌شود کمیته برگزاری مسابقات اتومبیل‌رانی خودروی چرخ‌باز آمریکایی است که دفتر مرکزی آن در ایندیاناپولیس، ایندیانا قرار دارد. این سازمان دو سری مسابقات متفاوت را برگزار می‌کند: مسابقات سری ایندی‌کار با ایندیاناپلیس ۵۰۰ همچنین این کمیته به عنوان محور اصلی آن و سری توسعه دهنده ایندی ان‌اکس‌تی نیز فعالیت می‌کند.